# Linn Blohm
Pour les articles homonymes, voir Blohm.
Linn Blohm, née le 20 mai 1992 à Stockholm, est une handballeuse internationale suédoise, qui évolue au poste de pivot.

## Biographie
En 2014, elle s'engage avec l'équipe danoise de Team Tvis Holstebro. Avec Holstebro, elle remporte la coupe de l'EHF en 2015 et la coupe des vainqueurs de coupe en 2016. 
En 2016, elle rejoint le FC Midtjylland, puis Copenhague Handball en 2018.

## Palmarès

### En club
compétitions internationales
- vainqueur de la coupe des vainqueurs de coupe (C2) en 2016 (avec Team Tvis Holstebro)
- vainqueur de la coupe de l'EHF (C3) en 2015 (avec Team Tvis Holstebro)

compétitions nationales
- vainqueur du championnat de Suède en 2011, 2012, 2013 et 2014 (avec IK Sävehof)

### En équipe nationale
- médaillée de bronze au championnat d'Europe en 2014
- championne du monde junior en 2012

### Distinctions individuelles
- élue meilleure pivot du championnat du monde (2) : 2019, 2023
- élue meilleure pivot de la Ligue des champions (1) : 2022
- élue meilleure pivot du championnat du Danemark (1) : 2020
- élue meilleure pivot du championnat de Roumanie (2) : 2021
- élue meilleure handballeuse de la saison en Suède en 2020

## Galerie

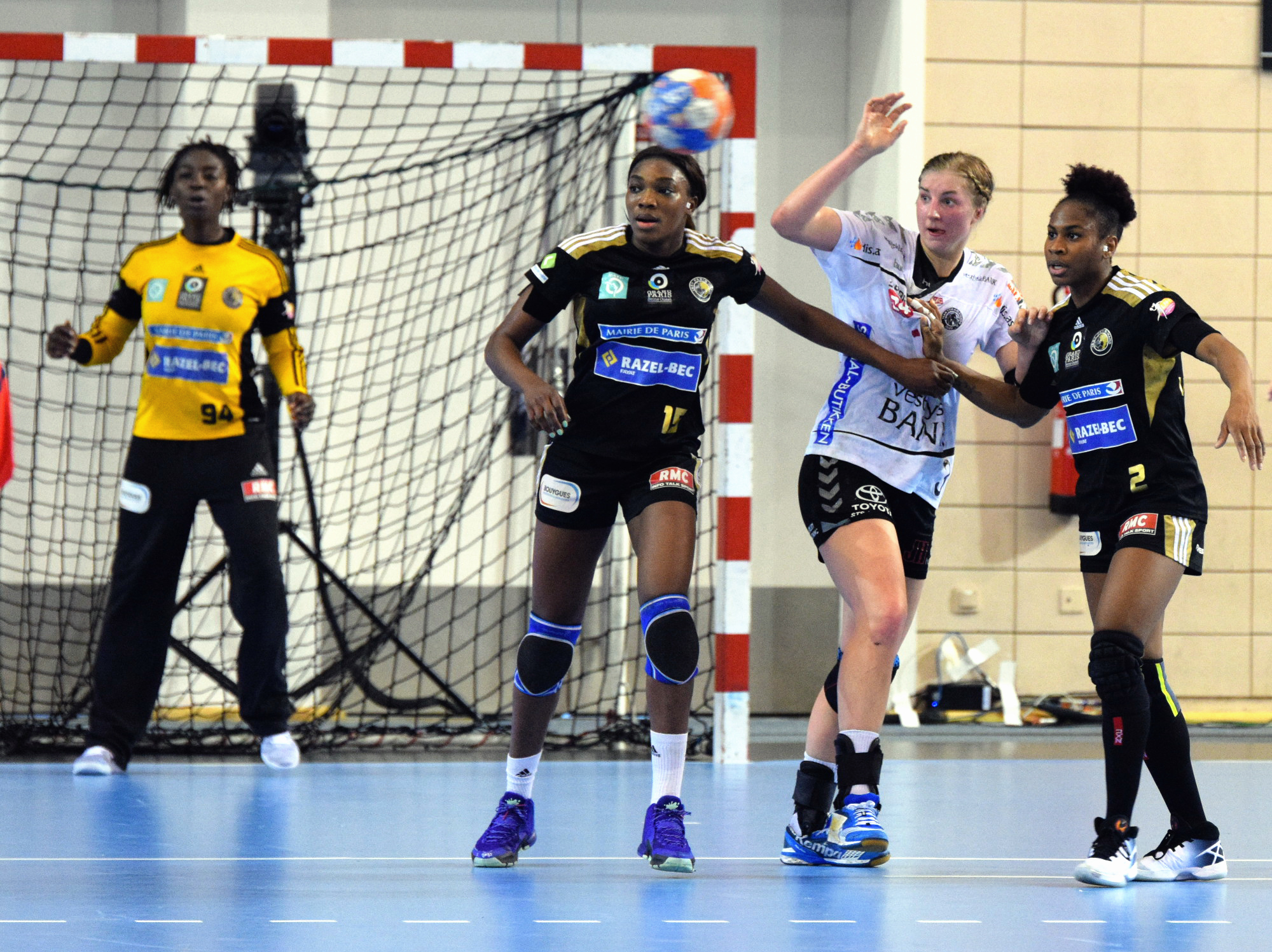
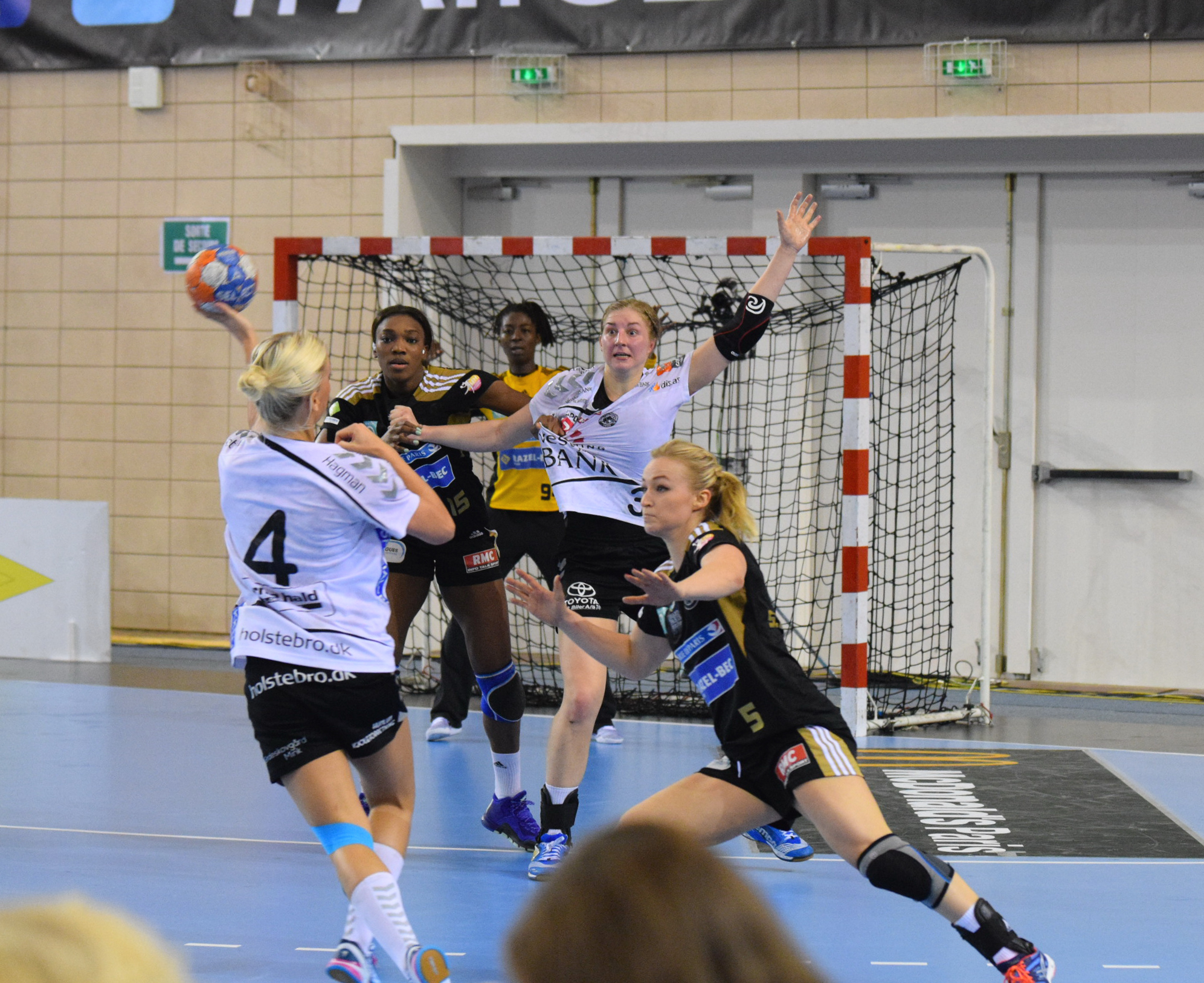
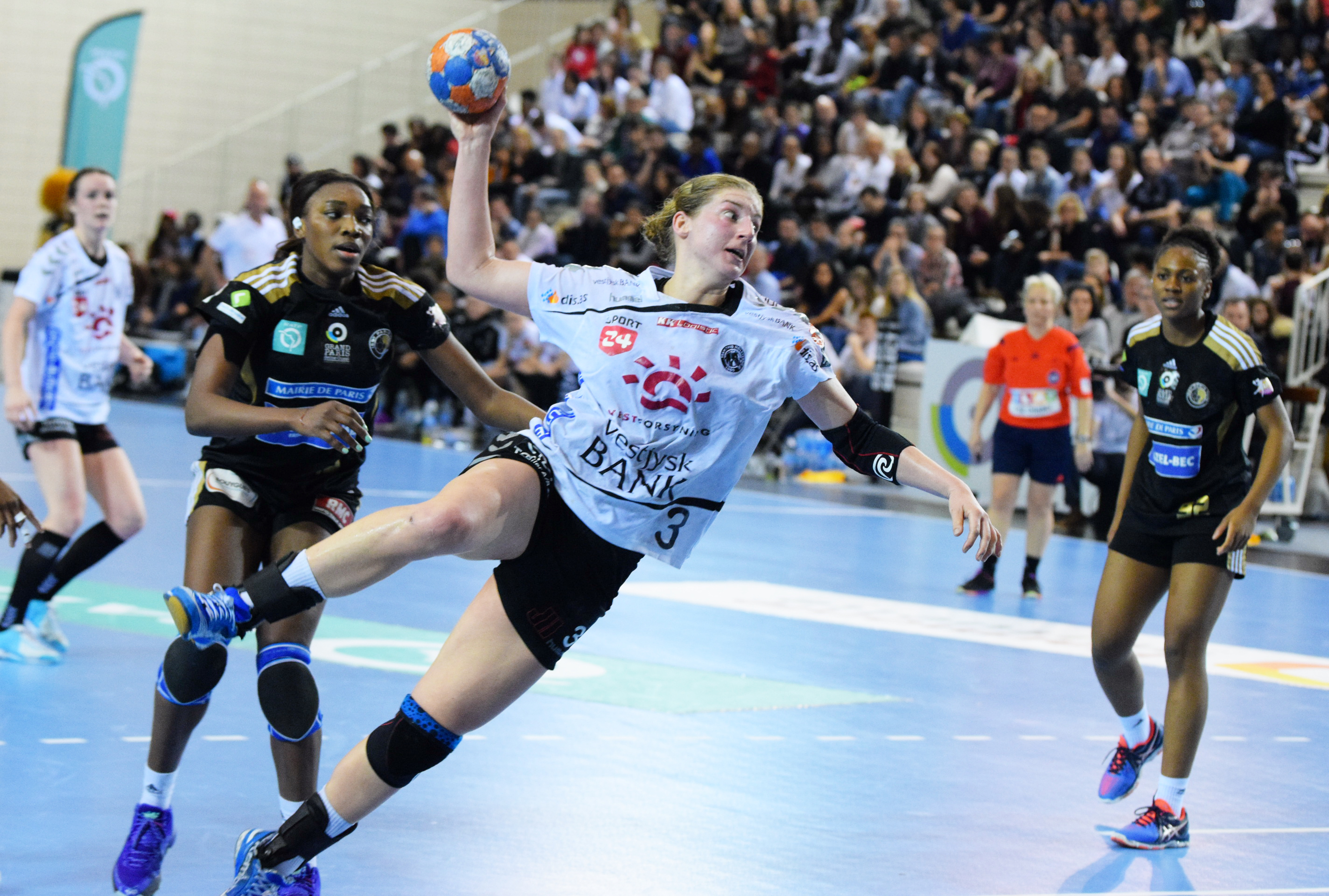